# Thecus
Thecus Technology Corp. (cinese: 樺賦科技股份有限公司) è un'azienda con sede a Nuova Taipei (Taiwan), che produce Network Attached Storage (NAS), Direct Attached Storage (DAS) e Network video recorder (NVR). Fu fondata nel 2004 da Florence Shih.